# Adolph Gottlieb von Eyben
Adolph Gottlieb rigsfriherre von Eyben, også Adolf, Gottlob (født 27. august 1741 i Hamborg, død  20. februar 1811 i Lüneburg) var en tysk diplomat i dansk tjeneste og kongelig dansk kansler i Glückstadt, bror til Friedrich Ludwig von Eyben.
Han var af en ostfriesisk slægt, der kom til Holsten i slutningen af det 17. århundrede. Faderen, Christian August von Eyben, domdekant i Lübeck og gehejmeråd, havde 2 sønner, hvoraf Adolph Gottlieb opdroges under Friedrich Gottlieb Klopstocks ledelse og efter at have studeret i Jena og Göttingen ansattes i den holstenske landsregering. Med kgl. tilladelse og reservation af sin anciennitet som dansk embedsmand trådte han i Sachsen-Meiningens tjeneste, blev gehejmeråd og kansler (1770) og udnævntes af Maria Theresia til friherre. Han tjente her hertuginde Charlotte Amalie og hørte til grundlæggerne af frimurerlogen Charlotte zu den drei Nelken og var 1774 dens første "Meister vom Stuhl".
I 1779 vendte han tilbage i dansk tjeneste, blev vicekansler ved den holstenske regering og Ridder af Dannebrog og udnævntes 1780 til kansler og gehejmeråd. Hans duelighed og især hans kyndighed i tyskromersk ret gav anledning til, at han brugtes i forskellige diplomatiske ærinder. Således var han kommissær ved Hildesheimer-kongressen fra januar 1796 til januar 1799, gesandt i Hamborg i 1801 og samtidig i den nedersachsiske kreds indtil rigets opløsning i september 1806. Han trak sig derefter (1807) tilbage til sine godser i Mecklenburg (Schloss Lütgenhof, som han havde arvet 1787 fra sin onkel Friedrich von Eyben) og døde i Lüneburg 20. februar 1811. 1791 var han blevet optaget i det mecklenburgske ridderskab og 1808 var han blevet gehejmekonferensråd. Han var gift 1. gang med Henriette Tugendreich f. von Rachel (1747-778), 2. gang (1780) med Adelheid Benedicte f. von Qualen (1747-1808), datter af Josias von Qualen (død 1775). I første ægteskab havde han en søn og tre døtre.
To af døtrene giftede sig med nabogodsejere i Klützer Winkel: Charlotte Henriette Christiane (1768-1836) blev 1793 anden hustru til Georg Ludwig von Bülow (1751-1822), og Caroline Amalie Henriette Christiane (1773-1852) ægtede Gottlieb von Haeseler (1756-1813) på Schwansee. Sønnen Friedrich gik også i dansk diplomatisk tjeneste.
Eybens efterladte papirer findes i Rigsarkivet.